# Zanthoxylum deremense
Espèce
Classification phylogénétique
Statut de conservation UICN

 VU  : Vulnérable
Zanthoxylum deremense est une espèce de plantes du genre Zanthoxylum et de la famille des Rutaceae.